# Prix Arletty
 (juillet 2013).
Si vous disposez d'ouvrages ou d'articles de référence ou si vous connaissez des sites web de qualité traitant du thème abordé ici, merci de compléter l'article en donnant les références utiles à sa vérifiabilité et en les liant à la section « Notes et références ».
Le prix Arletty de l'universalité de la langue française est une distinction fondée par Fanny Vallon au début des années 1980, accordée annuellement à des gens de théâtre (comédiens, metteurs en scène et auteurs).
Il porte le nom de la célèbre actrice française Arletty, qui a présidé aux remises de prix jusqu'à sa mort.
Le jury était composé de grands noms du cinéma et du théâtre : Pierre Arditi, Micheline Presle, Gérard Depardieu, Jackie Sardou, André Pousse.

## Lauréates
- 1981 : Pascale Roze
- 1988 : Denise Bonal
- 1989 : Brigitte Jaques-Wajeman pour Elvire Jouvet 40

- 1990 : 
  - Prix de l'interprétation théâtrale : Dominique Blanc
  - Prix pour l'ensemble de son œuvre dramatique : Denise Chalem
  - Prix de l'œuvre dramatique : Fatima Gallaire

- 1991[1] : 
  - Prix de l'interprétation théâtrale : Christine Murillo pour La Mouette
  - Prix de l'œuvre dramatique : Catherine Anne pour Une année sans été
  - Prix de la participation au rayonnement du théâtre : Danielle Dumas, directrice de L'Avant-scène théâtre
  - Prix de l'interprétation cinématographique : Anouk Grimberg pour Merci la vie.

- 1992 : 
  - Prix de l'interprétation théâtrale : Zabou Breitman
  - Prix de la participation au rayonnement du théâtre : Jacqueline Cormier

- 1993[2] : 
  - Prix de l'interprétation théâtrale : Isabelle Carré pour Le mal court
  - Prix de l'œuvre dramatique : Abla Farhoud
  - Prix de la participation au rayonnement du théâtre : Micheline Rozan, codirectrice du Théâtre des Bouffes-du-Nord